# عدد شبه أولي
عدد شبه أولي (بالإنجليزية: Pseudoprime) هو عدد أولي محتمل.